# Journal officiel
Pour les articles homonymes, voir JO et Officiel.
Un journal officiel (JO) est une publication officielle. Ces journaux diffusent par principe les textes juridiques (lois, décrets...), ainsi que d'autres informations juridiques officielles. Leur accès est souvent facile et gratuit, notamment grâce au réseau Internet.

## Liste des journaux officiels

### Afrique
- Algérie : Journal officiel de la République algérienne démocratique et populaire
- Afrique du Sud : Government gazette / Staatskoerant
- Burkina Faso : Journal officiel
- République démocratique du Congo : Journal officiel de la république démocratique du Congo
- Côte d'Ivoire : Journal officiel de la république de Côte d'Ivoire
- Djibouti : Journal officiel de la république de Djibouti
- Guinée : Journal officiel de la république de Guinée
- Kenya : Kenya Gazette (« Gazette du Kenya »)
- Madagascar : Gazetim-panjakan'ny Repoblikan'i Madagasikara / Journal officiel de la république de Madagascar
- Maroc : Bulletin officiel du royaume du Maroc
- Niger : Journal officiel de la république du Niger
- Sénégal : Journal officiel de la république du Sénégal
- Togo : Journal officiel de la République togolaise
- Tunisie : Journal officiel de la République tunisienne

### Amérique
- Argentine : Boletín Oficial de la República Argentina (es)
- Belize : Government of Belize Gazette
- Brésil : Diário Oficial da União (pt)
- Canada : Gazette du Canada / Canada Gazette
  -  Québec : Gazette officielle du Québec
- Chili : Diario Oficial de la República de Chile (es)
- Colombie : Diario Oficial (en)
- Costa Rica : La Gaceta
- Cuba : Gaceta Oficial de la Republica de Cuba
- Équateur : Registro Oficial de Ecuador (es)
- États-Unis : Federal Register
- Haïti : Le Moniteur Journal officiel de la république d'Haïti (fondé en 1845)
- Mexique : Diario Oficial de la Federación
- Pérou : Diario Oficial El Peruano (es)
- Salvador : Diario Oficial
- Uruguay : Diario Oficial (es)
- Venezuela : Gaceta Oficial de la República Bolivariana de Venezuela (es)

- MERCOSUR : Boletín Oficial del Mercosur (es)

### Asie
- Chine : Gazette of the State Council of the People's Republic of China
- Corée du Sud : Kwanbo
- Hong Kong : Government of Hong Kong Special Administrative Region Gazette
- Israël : Reshumot (רשומות)
- Japon : Kanpō (en) (官報)
- Liban : الجريدة الرسمية
- Mongolie : Turiin Medeelel

### Europe

#### Union européenne
Journal officiel de l'organisation
- Union européenne : Journal officiel de l'Union européenne (JOUE)

Anciennement Journal officiel de la Communauté européenne (JOCE)
Journaux des pays membres
- Allemagne : Bundesgesetzblatt
- Autriche : Bundesgesetzblatt für die Republik Österreich (de)
- Belgique : Moniteur belge / Belgisch Staatsblad / Belgisches Staatsblatt
- Croatie : Narodne novine
- Danemark : Lovtidende (en)
- Espagne : Boletín Oficial del Estado
  -  Andalousie : Boletín Oficial de la Junta de Andalucía (es)
  -  Aragon : Boletín Oficial de Aragón (es)
  -  Asturies : Boletín Oficial del Principado de Asturias (es)
  -  Îles Baléares : Butlletí Oficial de les Illes Balears (ca)
  -  Îles Canaries : Boletín Oficial de Canarias (es)
  -  Cantabrie : Boletín Oficial de Cantabria
  -  Castille-La Manche : Diario Oficial de Castilla-La Mancha (es)
  -  Castille-et-León : Boletín Oficial de Castilla y León (es)
  -  Catalogne : Diari Oficial de la Generalitat de Catalunya
  -  Communauté valencienne : Diari Oficial de la Comunitat Valenciana (ca)
  -  Estrémadure : Diario Oficial de Extremadura (es)
  -  Galice : Diario Oficial de Galicia
  -  La Rioja : Diario Oficial de La Rioja
  -  Communauté de Madrid : Boletín Oficial de la Comunidad de Madrid (es)
  -  Navarre : Boletín Oficial de Navarra (es)
  -  Pays basque : Boletín Oficial del País Vasco
  -  Région de Murcie : Boletín Oficial de la Región de Murcia (es)
- Estonie : Riigi Teataja (en)
- Finlande : Journal officiel (en suédois : Officiella Tidningen ; en finnois : Virallinen Lehti)
- France : Journal officiel de la République française
  -  Nouvelle-Calédonie : Journal officiel de la Nouvelle-Calédonie
- Grèce : Ephemeris tes Kyverneseos
- Hongrie : Magyar Közlöny (hu)
- Irlande : Iris Oifigiúil
- Italie : Gazzetta Ufficiale della Repubblica Italiana
- Lituanie : Valstybės žinios (lt)
- Luxembourg : Le Mémorial
- Pays-Bas : Staatsblad van het Koninkrijk der Nederlanden (nl)
- Portugal : Diário da República
- République tchèque : Sbírka zákonů (cs)
- Roumanie : Monitorul Oficial

#### Pays non membres de l'Union européenne
- Andorre : Butlletí Oficial del Principat d'Andorra (ca)
- Monaco : Journal de Monaco / Bulletin officiel de la Principauté

- Royaume-Uni :
  - The London Gazette
  - The Belfast Gazette
  - The Edinburgh Gazette
- Suisse : Recueil officiel du droit fédéral et Feuille fédérale
- Vatican : Acta Apostolicae Sedis

### Europe et Asie
- Azerbaïdjan : Azərbaycan Qəzeti
- Russie : Rossiyskaya Gazeta (Российская газета)
- Turquie : Journal officiel de la république de Turquie (Türkiye Cumhuriyeti Resmî Gazete)

### Océanie
- Australie : Commonwealth of Australia Gazette
- Nouvelle-Zélande : New Zealand Gazette

### Historiques
- U.R.S.S. : Ведомости Верховного Совета СССР